# Марко Верати
Марко Верати (на италиански: Marco Verratti) е италиански футболист роден на 5 ноември 1992 в Пескара, играещ като полузащитник и се състезава за катарския Ал-Духаил.

## Клубна кариера

### Пескара
Верати започва кариерата си като част от юношеските формации на Пескара. Дебютът си за първия отбор прави едва на 16 години през сезон 2008/09. През 2009/10 вече е част от стартовия състав на Пескара и едва 17-годишен се превръща в ключов играч на отбора.
Известност придобива през сезон 2011/12, когато новия треньор на отбора Зденек Земан го налага като дефанзивен полузащитник във формацията 4-3-3, с която заиграва Пескара. Отборът му записва отличен сезон и печели промоция за Серия А. Верати започва да бъде сравняван с един от най-добрите полузащитници на Италия и негов идол Андреа Пирло.

### Пари Сен Жермен
На 18 юли 2012 г. Верати подписва 5-годишен договор с френския гранд Пари Сен Жермен. Дебютът си за френския отбор прави на 11 август 2012 г. в мач от Лига 1 срещу Лориен. Мачът се провежда на Парк де Пренс, а Верати започва като титуляр.
Ал Араби
На 13 септември 2023 г. Верати подписва за катарския Ал Араби след 11 години и 416 мача в Пари Сен Жермен.

## Национален отбор
На 28 февруари 2012 г. Верати дебютира за Италия до 21 години в контрола срещу Франция до 21.
На 13 май 2012 г. Верати е включен в разширения състав от 32-ма души на Чезаре Прандели за Евро 2012. Марко е един от само двамата играчи от Серия Б, попаднали в списъка от 32-ма, заедно с Анджело Огбона. На 28 май 2012 г. Верати не успява да попадне във финалния списък от 23-ма играчи.
Дебютът си за мъжкия национален отбор на Италия прави на 15 август 2012 г. в контрола срещу Англия, играна в Берн. Италия губи мача с 1 – 2.

## Успехи

### Клубни
Пескара Калчо
- Серия Б – (1): 2011/12

Пари Сен Жермен
- Лига 1 – (9): 2012/13, 2013/14, 2014/15, 2015/16, 2017/18, 2018/19, 2019/20, 2021/22, 2022/23
- Купа на Франция – (6): 2014/15, 2015/16, 2016/17, 2017/18, 2019/20, 2020/21
- Купа на лигата (Франция) (6) – 2013/14, 2014/15, 2015/16, 2016/17, 2017/18, 2019/20
- Суперкупа на Франция – (9): 2013, 2014, 2015, 2016, 2017, 2018, 2019, 2020, 2022

### Национален отбор
Италия
- Европейско първенство по футбол: 2020

### Ордени
-  5-та степен / Рицарски: Орден за заслуги пред италианската република: 2021